# Susanna e i vecchioni (Artemisia Gentileschi Bologna)
Susanna e i vecchioni è un dipinto realizzato da Artemisia Gentileschi nel 1652, attualmente conservato presso la Pinacoteca nazionale di Bologna. L'opera, larga oltre due metri, fu portata a termine grazie al contributo di Onofrio Palumbo, suo stretto collaboratore nonché allievo: è infatti menzionato, nei documenti relativi alla vendita del dipinto, un pagamento destinato a Palumbo.
Si tratta di una delle diverse tele di Gentileschi ad avere come soggetto Susanna, personaggio biblico la cui vicenda è narrata nel Libro di Daniele. La prima versione fu completata dall'artista all'età di diciassette anni, nello stesso arco temporale nel quale venne violentata da Agostino Tassi, pittore che lavorava a stretto contatto con il padre Orazio; questa versione, invece, fu dipinta nella maturità, quando l'artista aveva quasi sessant'anni. È l'ultima sua opera datata ad essere nota.

## Storia

### Provenienza
I registri bancari evidenziano come una versione della Susanna sia stata venduta ad Antonio Galise intorno al 1653 circa; gli storici ritengono si tratti proprio dell'opera portata a termine l'anno precedente. Quest'ultima può essere poi ricondotta alla collezione del Palazzo Medici Riccardi nel 1774. Dal 1945 è stata parte della collezione della famiglia Azzolini, attribuita ad Elisabetta Sirani: dalla stessa collezione è stata infine trasferita nel patrimonio statale e collocata a Bologna presso la Pinacoteca nazionale. Recenti restauri hanno fatto propendere per una più convincente attribuzione a Gentileschi.

## Descrizione
La storia è tratta dalla Bibbia, precisamente dal Libro di Daniele, nel quale si narra di una pia donna che, concupita da due vecchi libidinosi, viene da questi ultimi aggredita. I due uomini la sorprendono mentre fa il bagno e le impongono di assecondare le loro dissolute intenzioni, minacciando di accusarla pubblicamente di averla scoperta con un giovane amante in caso contrario. Il soggetto era comune nella produzione artistica del XVII secolo, anche perché forniva l'occasione di ritrarre un nudo femminile. Diversamente da come Gentileschi realizza l'opera in età giovanile, questa versione mostra Susanna assumere una posa più teatrale, mentre respinge le due figure che le si avvicinano, anziché sottrarvisi.
Una firma ed una data sono state individuate in basso a sinistra, alla base della balaustra.

## Altre versioni

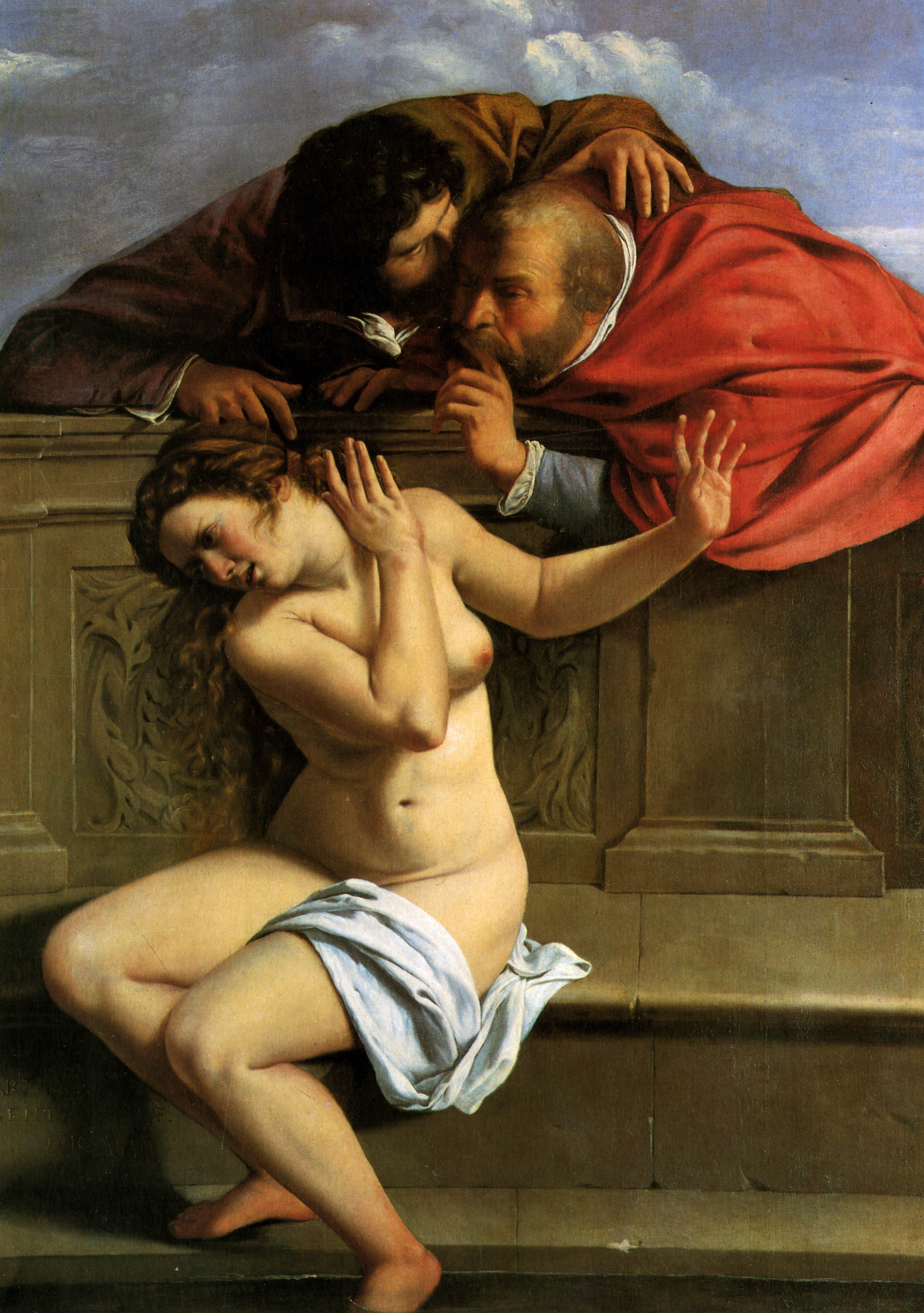
Susanna e i vecchioni, la versione conservata a Pommersfelden
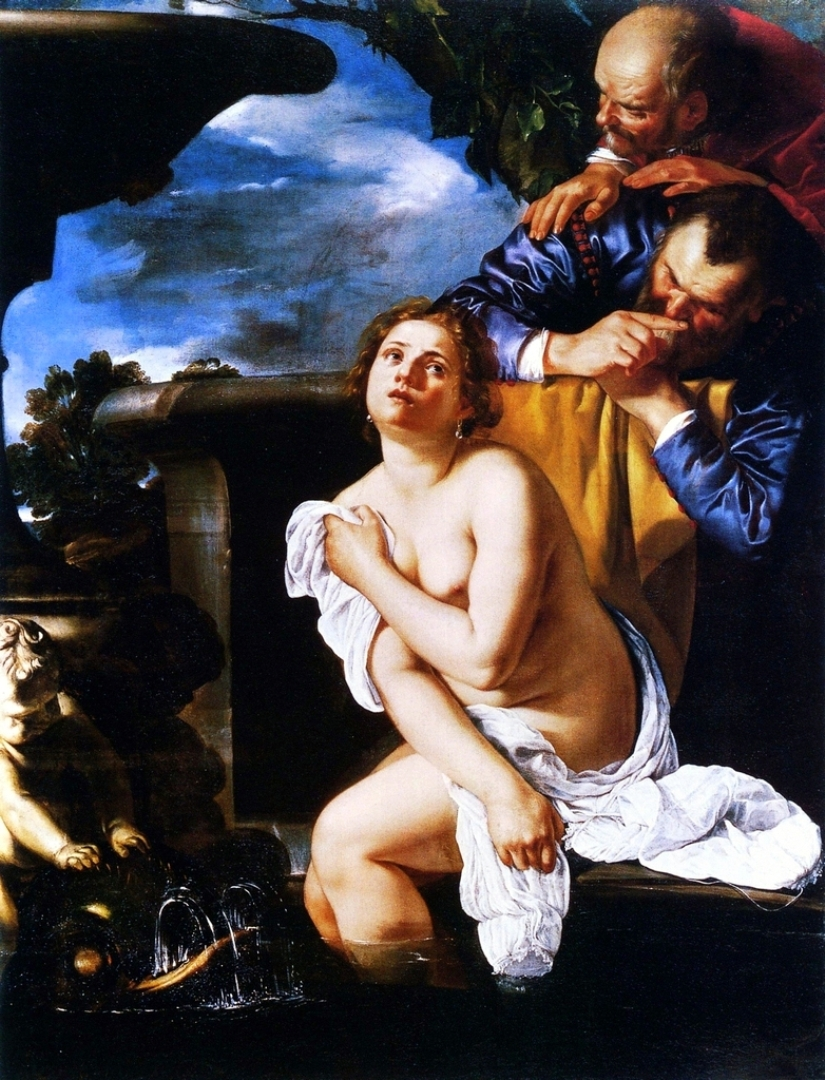
Susanna e i vecchioni, la versione di Stamford
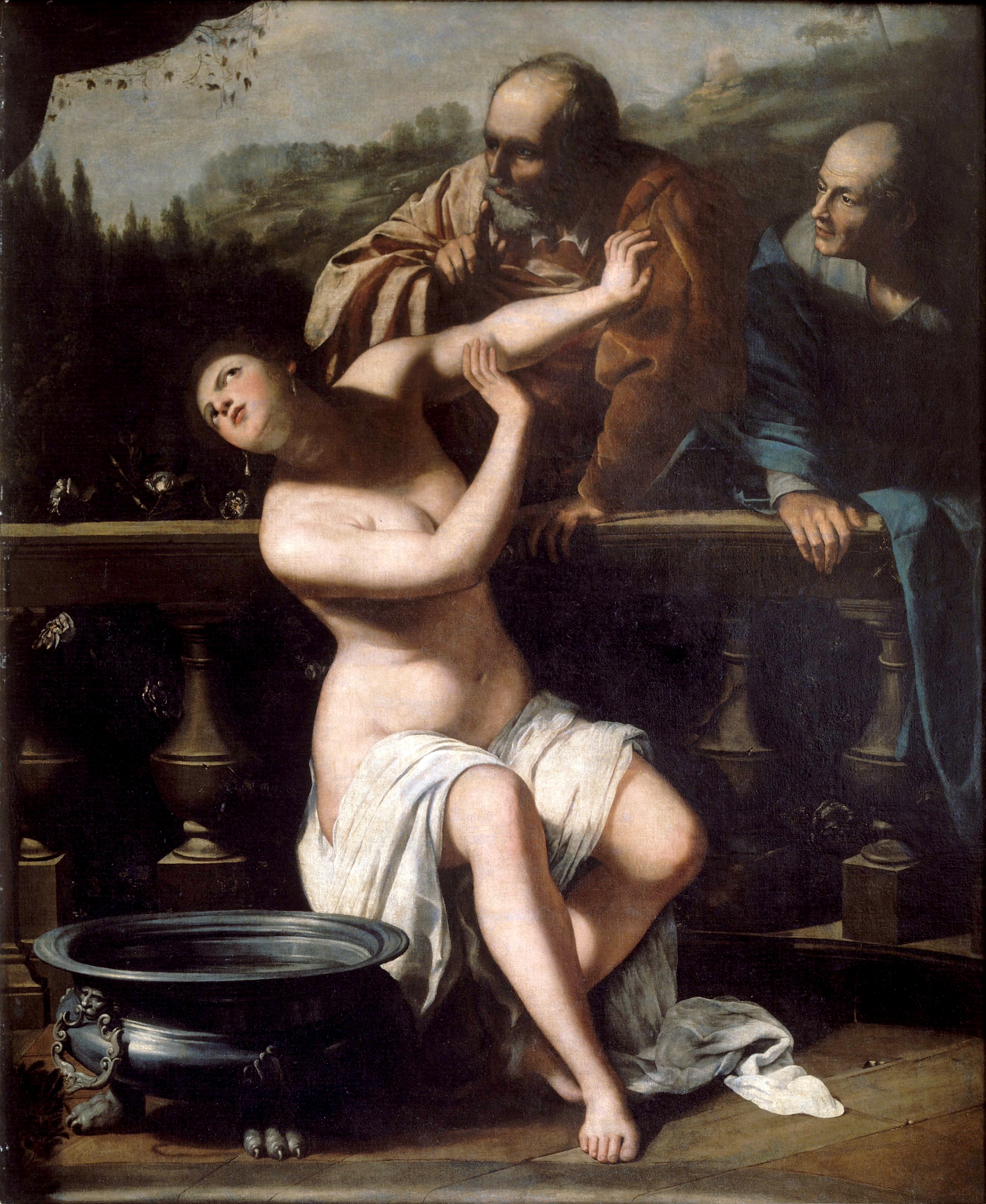
Susanna e i vecchioni, la versione conservata a Brno